# Lac de la Lande
Lac de la Lande este un lac din Vosges, Franța.

## Imagini

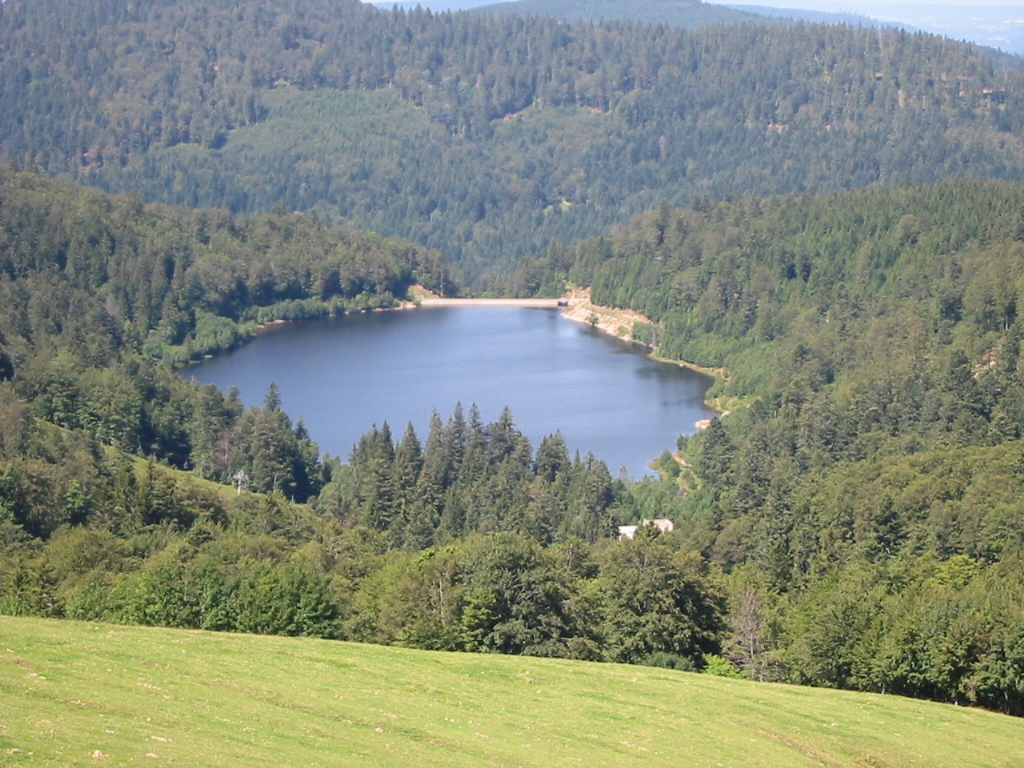
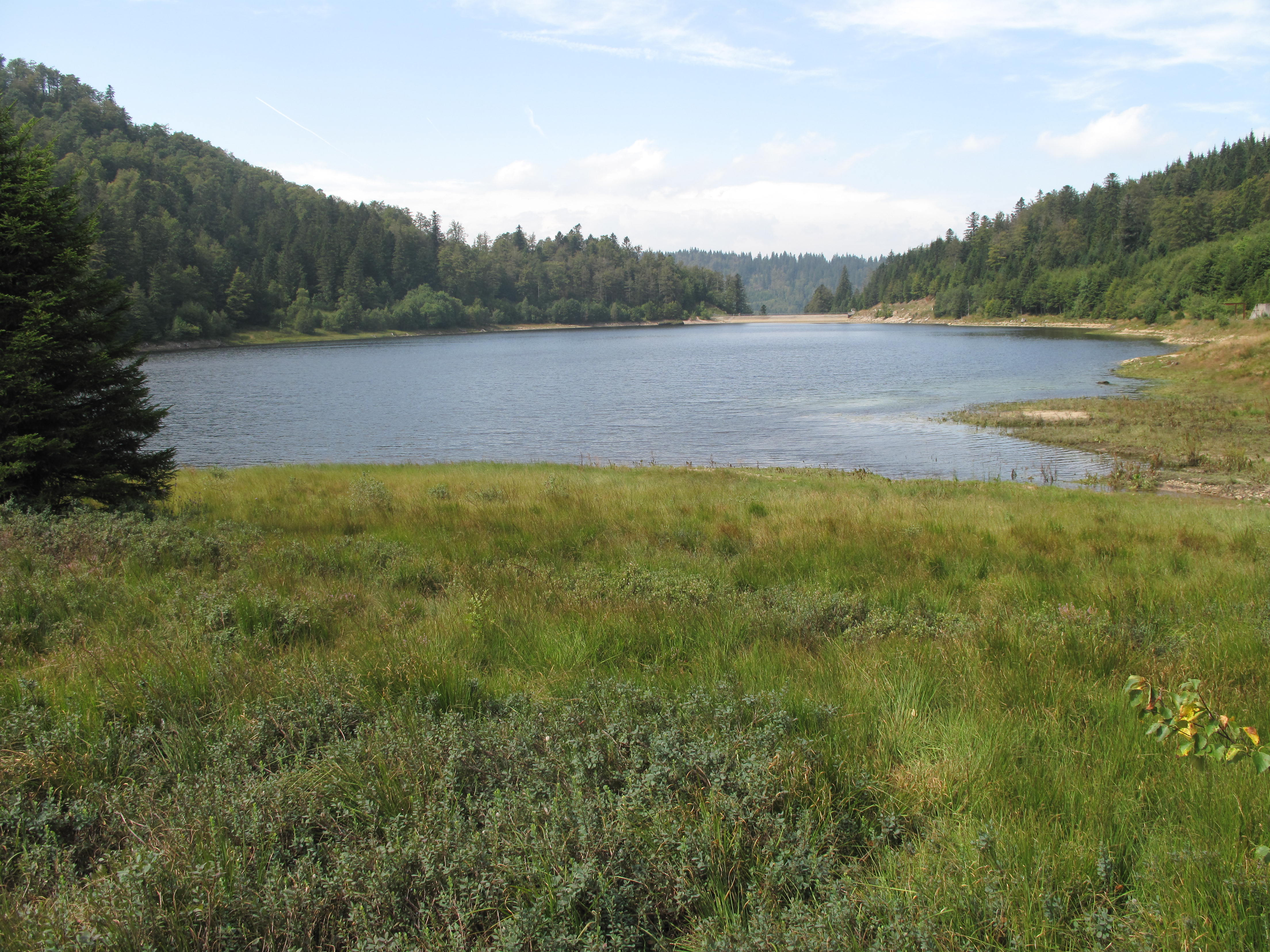
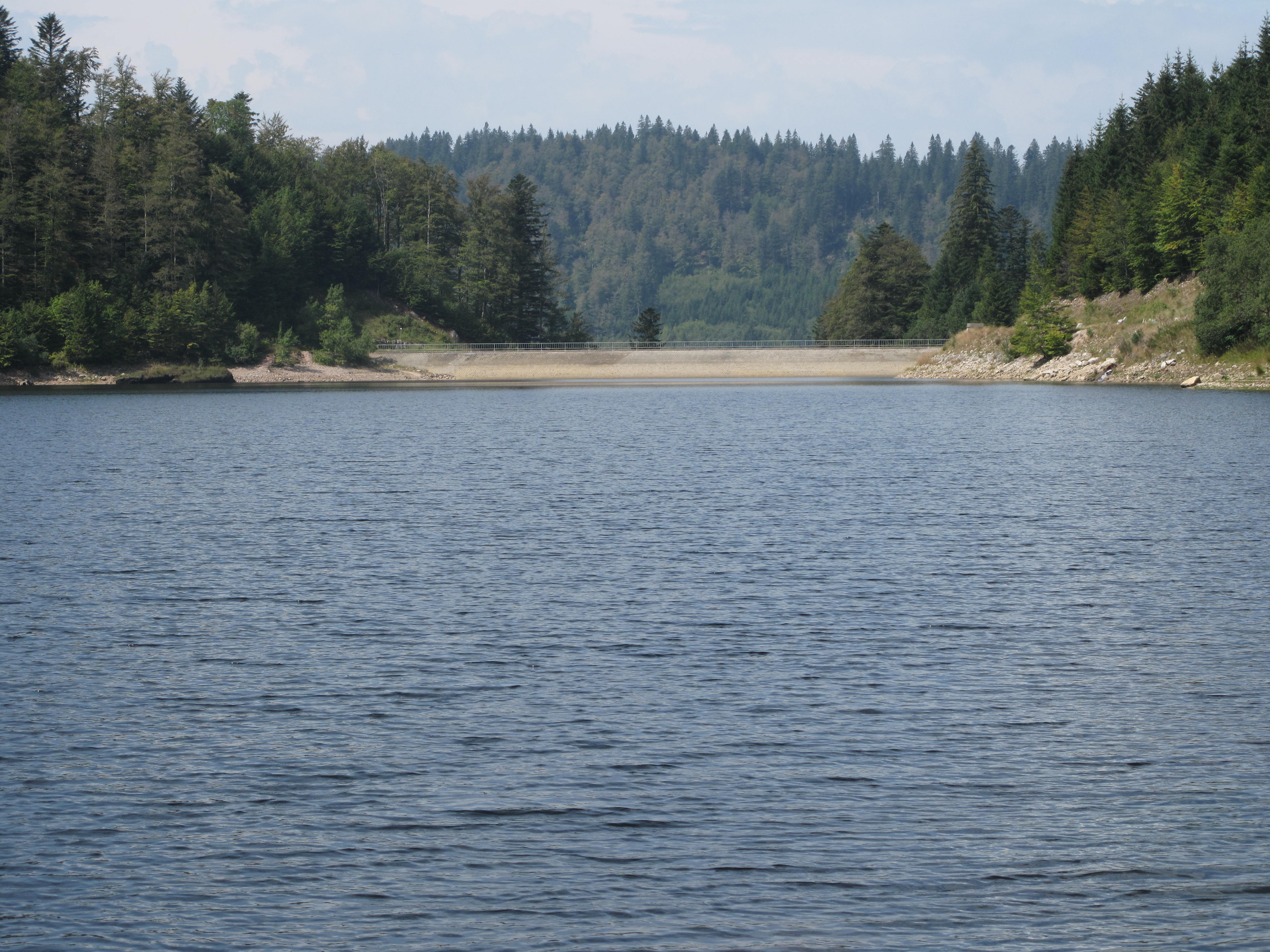
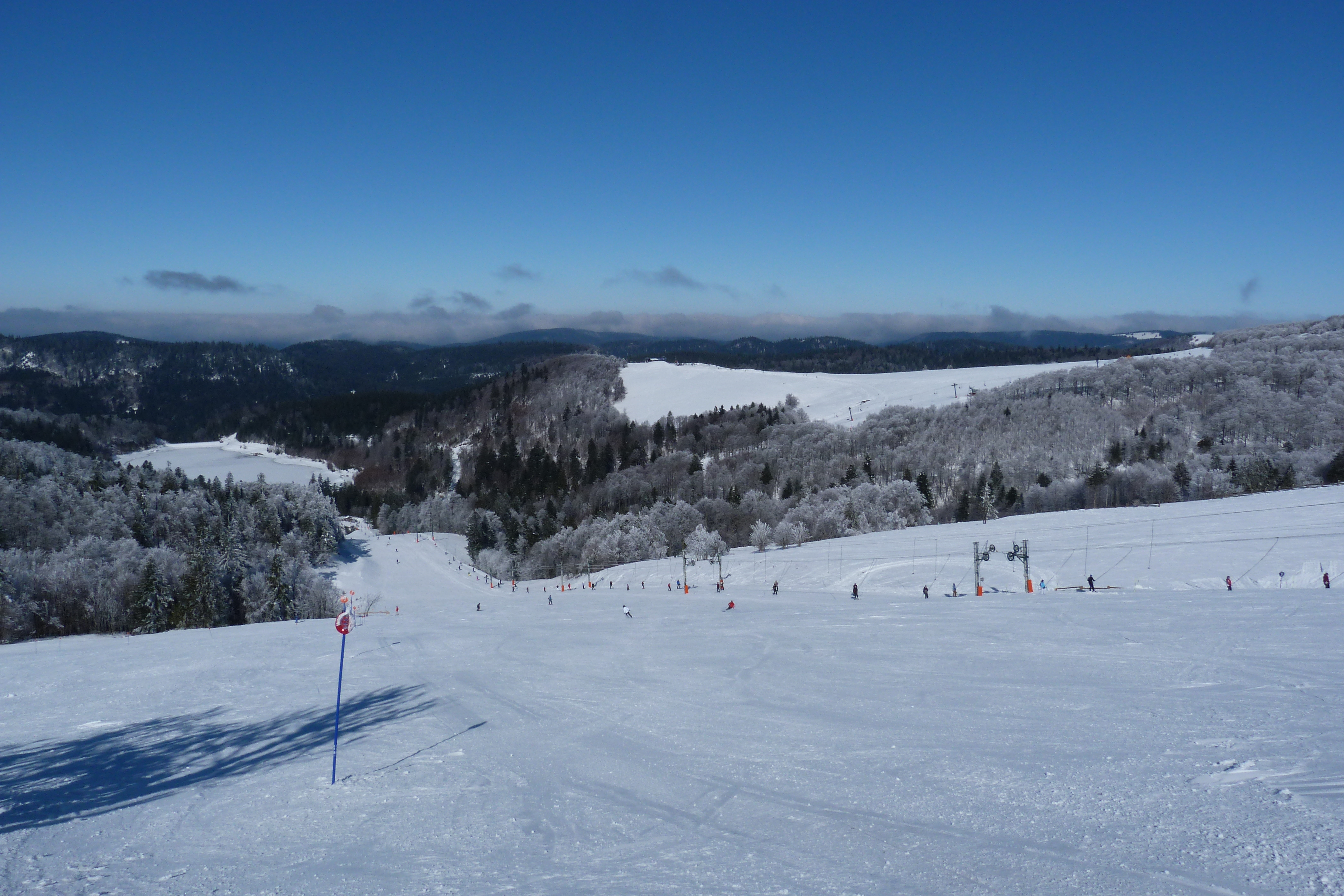
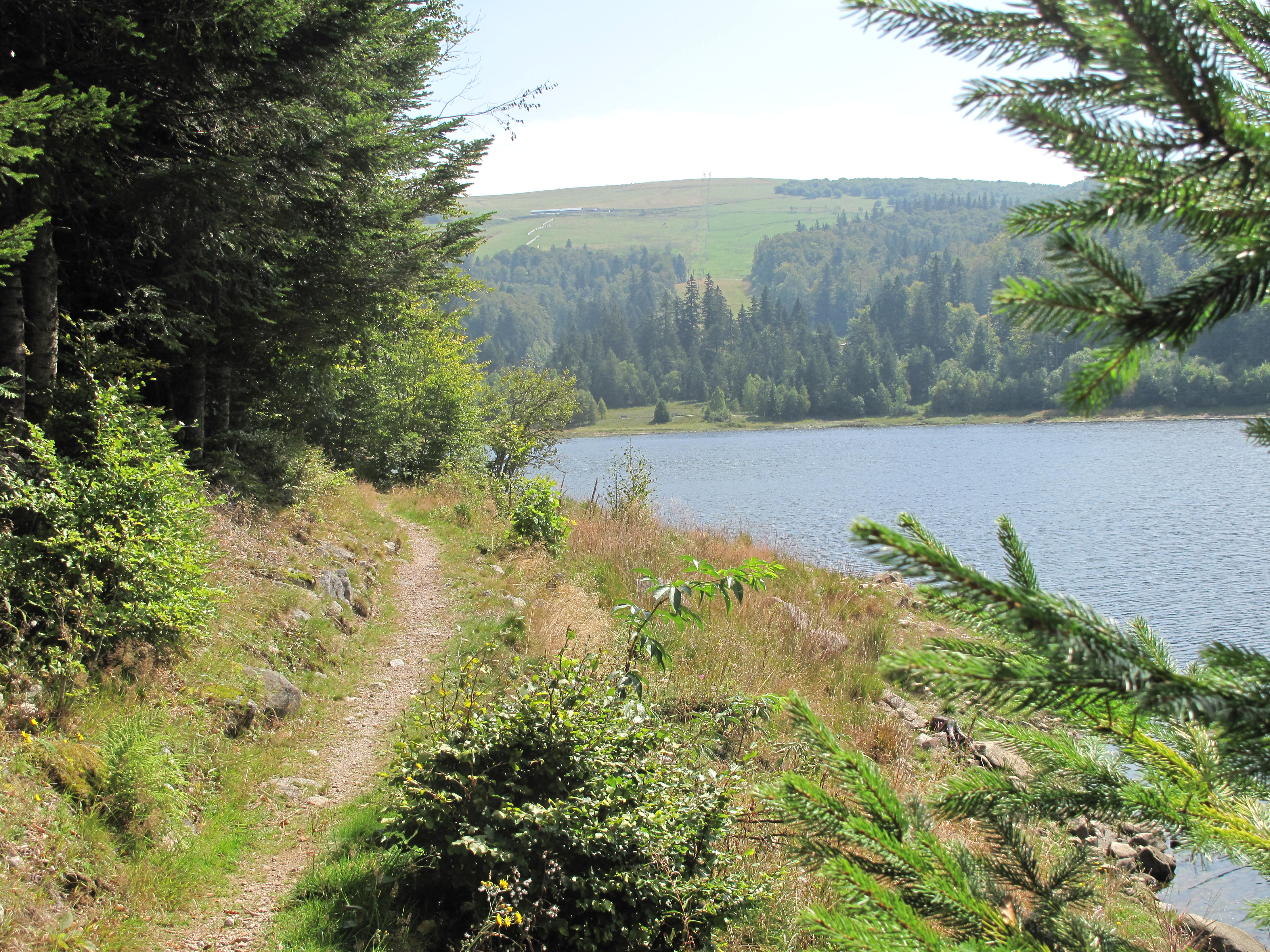
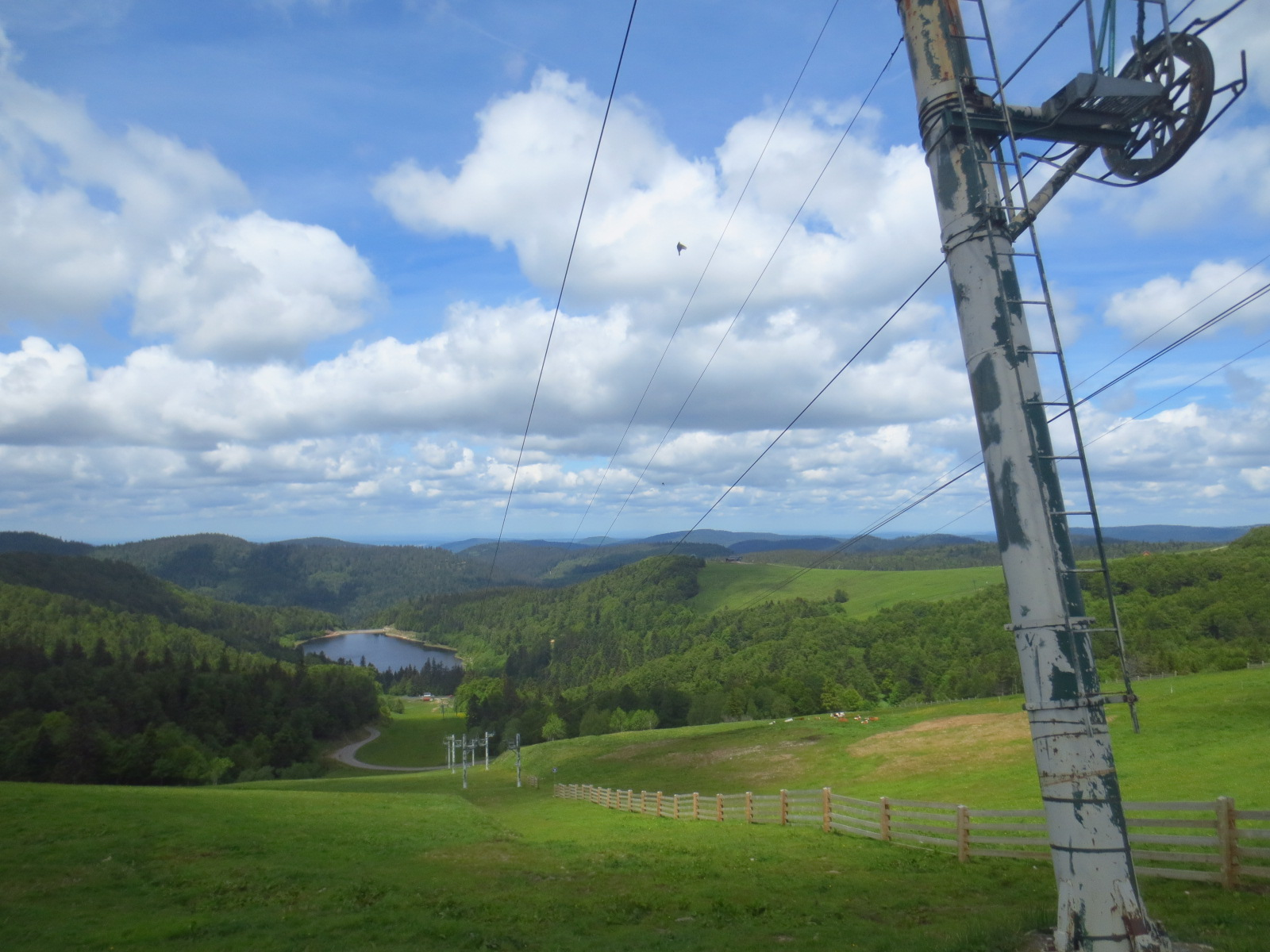